# Laville
Pour les articles homonymes, voir Laville.
Laville est le nom d'artiste de Jean-André Laville (né en 1937 et mort à Toucy, le 2 janvier 2025), dessinateur de presse français, fondateur du collectif Les Humoristes Associés.

## Biographie
André Laville fait ses débuts au cabaret L'Écluse en 1967 en y projetant ses dessins : Les Ânerie de Laville. Il passera également à La Tête de l'Art.
Il assure la première partie de Jacques Dutronc et de Fernand Reynaud à cette époque.

## Dessinateur de presse
Il collabore au Canard enchaîné, à Hara-Kiri, à Libération, à Le Monde, à L'Express...

## Activités éditoriales
Il fonde le collectif Les Humoristes Associés (pied de nez à la maison d'édition Les Humanoïdes Associés) et publie de nombreux recueils de dessins sous son nom d'artiste.
Le groupe des H.A. (Humoristes Associés) est composé d'Avoine, Barbe, Blachon, Bridenne, Laville, Loup, Mose, Napo, Nicoulaud, Sabatier, Serre, Siné, Soulas, Trez. Ils éditeront ensemble plusieurs albums.

## Activités cinématographiques - Série télévisée
- 2008 : Les Bougon, saison 1 : Pépère
- 2010 : Les Bougon, saison 2 : Pépère

(Voir à ce sujet l'article de la série québecquoise Les Bougon, c'est aussi ça la vie! créée en 2004)